# Ravenna Calcio 2003-2004
Questa pagina raccoglie le informazioni riguardanti il Ravenna Calcio nelle competizioni ufficiali della stagione 2003-2004.

## Stagione
Dal tonfo dalla Serie B ai dilettanti, e poi dopo tre stagioni nel limbo, il Ravenna ritorna tra i professionisti, nella stagione 2003-2004 disputa il girone B del campionato di Serie C2, ottenendo il sesto posto in classifica con 46 punti, a tre sole lunghezze dai playoff. Il torneo è stato vinto con 64 punti dal Grosseto che ha ottenuto la promozione diretta in Serie C1, la seconda promossa è stata la Sangiovannese che ha vinto i playoff. Anche per questa stagione il Ravenna è affidato al tecnico della promozione Massimo Gadda, inizia bene la stagione, parte con due vittorie nelle prime tre gare, poi alla quarta arriva la sconfitta (2-1) a Gualdo Tadino, primo dispiacere che costa la panchina all'ex calciatore e tecnico giallorosso, al suo posto viene chiamato Osvaldo Jaconi, che resta imbattuto per cinque partite, poi arrivano tre sconfitte di fila e allora viene richiamato Gadda, il girone di andata viene chiuso con 21 punti, nel girone di ritorno arrivano 25 punti, che fanno sfiorare i playoff. Il pugliese Fabio Moscelli con 12 reti, 2 in Coppa Italia e 10 in campionato, è stato il miglior realizzatore stagionale. Nella Coppa Italia di Serie C il Ravenna disputa il girone E che promuove Reggiana e Mantova.

## Rosa
| N. |                    | Ruolo | Calciatore           |
| -- | ------------------ | ----- | -------------------- |
|    | Italia (bandiera)  | C     | Angelo Affatigato    |
|    | Italia (bandiera)  | A     | Marco Agostinelli    |
|    | Italia (bandiera)  | D     | Fabrizio Albonetti   |
|    | Italia (bandiera)  | D     | Fabrizio Anzalone    |
|    | Ghana (bandiera)   | A     | Bismark Ekye         |
|    | Francia (bandiera) | A     | Mathieu Bochu        |
|    | Italia (bandiera)  | C     | Enrico Buonocore     |
|    | Italia (bandiera)  | P     | Luca Capecchi        |
|    | Italia (bandiera)  | D     | Mario Carlino        |
|    | Italia (bandiera)  | C     | Giuseppe Castiglione |
|    | Italia (bandiera)  | D     | Damiano Cesari       |
|    | Italia (bandiera)  | D     | Stefano Conficconi   |
|    | Italia (bandiera)  | D     | Alessio De Stefani   |
|    | Italia (bandiera)  | A     | Davide Di Nicola     |
|    | Niger (bandiera)   | A     | Morgan Egbedi        |
|    | Italia (bandiera)  | C     | Alessandro Ferronato |

| N. |                      | Ruolo | Calciatore         |
| -- | -------------------- | ----- | ------------------ |
|    | Italia (bandiera)    | P     | Fabio Finucci      |
|    | Italia (bandiera)    | C     | Mirko Garroni      |
|    | Italia (bandiera)    | D     | Fabio Giannella    |
|    | Italia (bandiera)    | C     | Massimiliano Iezzi |
|    | Argentina (bandiera) | A     | Leandro Lázzaro    |
|    | Italia (bandiera)    | D     | Paolo Lodi Rizzini |
|    | Italia (bandiera)    | D     | Gianluca Luppi     |
|    | Italia (bandiera)    | C     | Oscar Magoni       |
|    | Italia (bandiera)    | C     | Gianni Migliorini  |
|    | Italia (bandiera)    | C     | Gionata Mingozzi   |
|    | Italia (bandiera)    | A     | Fabio Moscelli     |
|    | Italia (bandiera)    | D     | Christian Ottofaro |
|    | Italia (bandiera)    | D     | Aniello Parisi     |
|    | Italia (bandiera)    | C     | Nicola Pizzolla    |
|    | Italia (bandiera)    | P     | Francesco Ripa     |
|    | Italia (bandiera)    | A     | Stefano Roncarati  |

## Risultati

### Campionato

#### Girone di andata
| Ravenna 31 agosto 2003 1ª giornata | Ravenna            | 0 – 0 | Carrarese | Stadio Bruno Benelli\| Arbitro: \| Ciliberto (Merano) \| |
| Arbitro:                           | Ciliberto (Merano) |       |           |                                                          |

| Arbitro: | Giglioni (Siena) |

|  |           |              |
|  | Marcatori | 20’ Moscelli |

| Arbitro: | Sacco (Civitavecchia) |

|                           |           |                |
| Castiglione 44’ Iezzi 77’ | Marcatori | 84’ Pietranera |

| Arbitro: | Vicinanza (Albenga) |

|                           |           |                |
| Farrugia 27’ P. Rossi 52’ | Marcatori | 31’ Migliorini |

| Ravenna 28 settembre 2003 5ª giornata | Ravenna             | 0 – 0 | Aglianese | Stadio Bruno Benelli\| Arbitro: \| Gervasoni (Mantova) \| |
| Arbitro:                              | Gervasoni (Mantova) |       |           |                                                           |

| Arbitro: | Crugliano (Crotone) |

|  |           |              |
|  | Marcatori | 24’ Moscelli |

| Arbitro: | Bo (Genova) |

|              |           |                 |
| Moscelli 24’ | Marcatori | 10’ I. Graziani |

| Fano 19 ottobre 2003 8ª giornata | Fano               | 0 – 0 | Ravenna | Stadio Raffaele Mancini\| Arbitro: \| Ciliberto (Merano) \| |
| Arbitro:                         | Ciliberto (Merano) |       |         |                                                             |

| Arezzo 26 ottobre 2003 9ª giornata | Ravenna          | 0 – 0 | Bellaria Igea Marina | Stadio Città di Arezzo\| Arbitro: \| Saveri (Viterbo) \| |
| Arbitro:                           | Saveri (Viterbo) |       |                      |                                                          |

| Arbitro: | Cavarretta (Trapani) |

|                              |           |              |
| Luzi 4’ Bongiorni 17’, 45+1’ | Marcatori | 22’ Moscelli |

| Arbitro: | Pierpaoli (Firenze) |

|                |           |                              |
| Moscelli 90+2’ | Marcatori | 61’ Negrini 71’ F. Lorenzini |

| Arbitro: | Nappi (Napoli) |

|                               |           |  |
| Di Matteo 3’, 52’ Tarpani 70’ | Marcatori |  |

| Arbitro: | Banti (Livorno) |

|  |           |            |
|  | Marcatori | 83’ Egbedi |

| Arbitro: | Scoditti (Bologna) |

|              |           |                |
| Moscelli 51’ | Marcatori | 4’ M. Nicolini |

| Arbitro: | Zanardo (Conegliano) |

|           |           |  |
| Miano 64’ | Marcatori |  |

| Arbitro: | Tommasi (Bassano del Grappa) |

|            |           |  |
| Cesari 27’ | Marcatori |  |

| Arbitro: | Damato (Barletta) |

|                  |           |  |
| Cipolla 42’, 80’ | Marcatori |  |

#### Girone di ritorno
| Arbitro: | Gervasoni (Mantova) |

|                        |           |  |
| Nappi 44’ Agazzone 73’ | Marcatori |  |

| Arbitro: | Ciampi (Roma) |

|           |           |                              |
| Bochu 37’ | Marcatori | 65’ Lantignotti 82’ Bernardi |

| Arbitro: | Banti (Livorno) |

|                |           |               |
| Pietranera 79’ | Marcatori | 45’ Roncarati |

| Arbitro: | Salati (Trento) |

|               |           |              |
| Roncarati 31’ | Marcatori | 16’ Balducci |

| Agliana 15 febbraio 2004 22ª giornata | Aglianese            | 0 – 0 | Ravenna | Stadio Germano Bellucci\| Arbitro: \| Padovan (Conegliano) \| |
| Arbitro:                              | Padovan (Conegliano) |       |         |                                                               |

| Arbitro: | Gava (Conegliano) |

|  |           |                 |
|  | Marcatori | 90+4’ Calvaresi |

| Arbitro: | Balsamo (Tivoli) |

|                        |           |                              |
| Masi 26’, 90+2’ (rig.) | Marcatori | 21’ Di Nicola 31’, 56’ Bochu |

| Arbitro: | La Rocca (Ercolano) |

|                |           |  |
| Affatigato 52’ | Marcatori |  |

| Arbitro: | Di Renzo (Ostia Lido) |

|                        |           |                            |
| Medri 62’ Valeri 90+3’ | Marcatori | 13’ Di Nicola 81’ Anzalone |

| Arbitro: | Iannello (Genova) |

|              |           |  |
| Moscelli 82’ | Marcatori |  |

| Arbitro: | Di Fiore (Aosta) |

|              |           |               |
| Polidori 54’ | Marcatori | 66’ Di Nicola |

| Arbitro: | Masin (Cervignano del Friuli) |

|              |           |  |
| Moscelli 40’ | Marcatori |  |

| Arbitro: | Celi (Bari) |

|  |           |             |
|  | Marcatori | 87’ Morelli |

| Arbitro: | Italiani (L'Aquila) |

|  |           |                   |
|  | Marcatori | 53’, 82’ Moscelli |

| Arbitro: | Orsato (Schio) |

|               |           |              |
| Roncarati 67’ | Marcatori | 74’ Sardelli |

| Castelnuovo Garfagnana 2 maggio 2004 33ª giornata | Castelnuovo         | 0 – 0 | Ravenna | Stadio Alessio Nardini\| Arbitro: \| La Rocca (Ercolano) \| |
| Arbitro:                                          | La Rocca (Ercolano) |       |         |                                                             |

| Arbitro: | De Luca (Pescara) |

|                                                 |           |  |
| Affatigato 10’, 63’ Garroni 25’, 37’ Magoni 66’ | Marcatori |  |

### Coppa Italia

#### Girone E
| 17 agosto 2003 1ª giornata |  | – Turno di riposo Ravenna |  |  |

| Arbitro: | Brunialti (Trento) |

|                                   |           |  |
| Altinier 27’ (rig.) Balleello 66’ | Marcatori |  |

| Arbitro: | Mariuzzo (Venezia) |

|                               |           |  |
| Egbedi 72’ Lazzaro 83’ (rig.) | Marcatori |  |

| Arbitro: | Salati (Trento) |

|                             |           |                          |
| L. Landini 30’ Federici 37’ | Marcatori | 36’ (rig.), 63’ Moscelli |

| Arbitro: | Masiero (Mestre) |

|  |           |                 |
|  | Marcatori | 29’ Campolonghi |